# Fäbodtjärnen (Stensele socken, Lappland, 722373-157025)
Fäbodtjärnen är en sjö i Storumans kommun i Lappland och ingår i Umeälvens huvudavrinningsområde. Sjön har en area på 0,0797 kvadratkilometer och ligger 447,1 meter över havet.

## Delavrinningsområde
Fäbodtjärnen ingår i det delavrinningsområde (722570-156993) som SMHI kallar för Ovan 722616-157317. Medelhöjden är 412 meter över havet och ytan är 19,27 kvadratkilometer. Det finns inga avrinningsområden uppströms utan avrinningsområdet är högsta punkten. Bäckmyrbäcken som avvattnar avrinningsområdet har biflödesordning 4, vilket innebär att vattnet flödar genom totalt 4 vattendrag innan det når havet efter 244 kilometer. Avrinningsområdet består mestadels av skog (80 procent). Avrinningsområdet har 0,54 kvadratkilometer vattenytor vilket ger det en sjöprocent på 2,8 procent.